# BlackBerry
BlackBerry je kombinace služeb a hardware vyvinutá firmou Research in Motion (RIM), která umožňuje neustálou synchronizaci dat v handheldu a na firemním serveru.
BlackBerry Enterprise Server (BES) byl serverový software zajišťující komunikaci a synchronizaci se zařízeními BlackBerry handheld.
BlackBerry handheld je univerzální zařízení, které poskytuje hlasové a datové služby. S tímto zařízením lze telefonovat, komunikovat prostřednictvím SMS zpráv, přes GPRS/EDGE služby pracovat s firemní elektronickou poštou včetně příloh, synchronizovat schůzky na firemním serveru, „surfovat“ po internetu nebo přistupovat k firemním aplikacím.
Tato služba existovala ve dvou variantách - firemní řešení a řešení pro zákazníky bez vlastní emailové infrastruktury - prostřednictvím internetových providerů.
BES je „provázán“ ve firemním prostředí s poštovním serverem (Microsoft Exchange, Lotus Domino nebo Novell GroupWise) na straně zákazníka. BES se poté stará o předávání e-mailů a ostatních událostí na koncové zařízení (handheld).
Zákazník mohl mít vlastní BlackBerry Enterprise Server, kdy mobilní operátor nabízel zákazníkovi jen SIM karty a koncové zařízení.

## Podmínky využití služby
Pokud zájemce o službu BlackBerry nevlastnil BES, musel mít k dispozici:
- Poštovní server - Microsoft Exchange, Lotus Domino nebo Novell GroupWise
- Operační systém - Microsoft Windows Server 2000 nebo Microsoft Windows Server 2003
- Hardware - Intel Pentium 3 a novější, 512 MB RAM
- Ostatní software - Windows Internet Explorer

Pro každého uživatele musela být zakoupena licence pro BES. Koncový uživatel musel mít aktivní službu GPRS. Služba musela být aktivována i v systémech dodavatele - RIM. Aktivace byla provedena automaticky - prvním použitím přístroje, deaktivaci bylo nutné provést manuálně v databázi dodavatele.
BlackBerry Internet Service
- on-line přístup k e-mailům na BlackBerry zařízeních bez nutnosti investice do vlastního vybavení
- on-line synchronizaci až 10 e-mailových schránek od různých poskytovatelů, kteří povolují POP3 nebo IMAP4 (např. Seznam, Centrum nebo Gmail)
- práci s přílohami ve standardních formátech (obrázky, Word, Excel, PowerPoint, ZIP, Adobe Reader)
- další funkce – web browsing, instant messaging
- velmi jednoduché nastavení přímo z telefonu bez nutnosti IT podpory
- vysoký komfort práce s e-maily díky BlackBerry terminálům a jejich prostředí (QWERTZ klávesnice)
- jednoduchost ovládání, stabilita, zabezpečení

## BlackBerry v Česku
V Česku poskytovali službu všichni mobilní operátoři T-Mobile Czech Republic, O2 Czech Republic a Vodafone Czech Republic. V současné době již není možné služeb BIS/BES využívat, služby a servery BlackBerry Network Operation Center (NOC) byly definitivně ukončeny a odpojeny 4. ledna 2022.

## Alternativy
Alternativou je MS Exchange ActiveSync a metoda DirectPush (DirectPush je v MS Exchange 2003 od SP2). Pokud vlastníte BlackBerry zařízení a chcete synchronizovat proti MS Exchange, lze použít program AstraSync.